# أومبيرتو باربيريس
أومبيرتو باربيريس (5 يونيو 1952 بسيون في سويسرا - ) هو مدرب كرة قدم ولاعب كرة قدم سويسري في مركز الوسط. شارك مع منتخب سويسرا لكرة القدم. أما مع النوادي، فقد لعب مع نادي سيرفيت ونادي سيون ونادي غراسهوبر زيوريخ ونادي موناكو.

## مسيرته الكروية
لعب أومبيرتو باربيريس خلال مسيرته الاحترافية مع 4 أندية في خمسة عشر موسمًا وسجل خلالها 129 هدف ضمن 410 مباراة. حيث فاز في أربعة مواسم بالكأس وفي ثلاثة مواسم بالدوري.
خاض أومبيرتو باربيريس مسيرته مع نادي سيون في موسم 1970–71 ليلعب معه خمسة مواسم، مشاركًا في 99 مباراة سجل خلالها 18 هدفًا. ثم انتقل إلى نادي غراسهوبر زيوريخ في موسم 1975–76 لمدة موسم واحد، حيث شارك في 25 مباراة سجل خلالها 8 أهداف. لينتقل بعدها إلى نادي سيرفيت في موسم 1976–77 في المرة الأولى ليلعب معه أربعة مواسم ثم في موسم 1983–84 ولمدة موسمين، مشاركًا طوالها في 183 مباراة سجل خلالها 75 هدفًا. ثم انتقل إلى نادي موناكو في موسم 1980–81 واستمر معه طيلة ثلاثة مواسم، مشاركًا في 103 مباراة سجل خلالها 28 هدفًا.

## روابط خارجية
- أومبيرتو باربيريس على موقع الاتحاد الأوربي (الإنجليزية)
- أومبيرتو باربيريس على موقع قاعدة بيانات كرة القدم.إي يو (الإنجليزية)
- أومبيرتو باربيريس على موقع ناشيونال فوتبول تيمز (الإنجليزية)
- أومبيرتو باربيريس على موقع عالم كرة القدم.نت (الإنجليزية)